# Tanjungsari (Tanjungsari)
Tanjungsari is een bestuurslaag in het regentschap Sumedang van de provincie West-Java, Indonesië. Tanjungsari telt 6026 inwoners (volkstelling 2010).